# Orchestra Symphonique de Paris
L'Orchestra Symphonique de Paris fu un'orchestra attiva principalmente a Parigi dal 1928 al 1939. L'orchestra fu cofondata da Ernest Ansermet, Louis Fourestier e Alfred Cortot e tenne il suo primo concerto il 19 ottobre 1928 al Théâtre des Champs-Élysées.

## Storia
Il sostegno finanziario all'orchestra proveniva da ricchi mecenati come Gustave Lyon, direttore della Pleyel, i due fratelli banchieri Ménard e la Principessa di Polignac. I membri del consiglio di amministrazione erano Robert Lyon (amministratore generale), Charles Kiesgen (segretario amministrativo), André Schaeffner (segretario artistico) insieme a Henri Monnet e Jean Gehret. Le difficoltà finanziarie costrinsero l'orchestra a trasformarsi in associazione a metà del 1931.
L'obiettivo della nuova orchestra era quello di presentare opere meno conosciute di grandi compositori, musica contemporanea e il repertorio concertistico classico, suonando ad alto livello. Il livello dell'orchestra era considerato elevato, in parte grazie al numero di prove prima di ogni concerto. Degli ottanta musicisti selezionati, su 600 che avevano partecipato alle audizioni, la maggior parte aveva meno di 25 anni.
Dal 1929 Pierre Monteux fu invitato da Cortot a collaborare strettamente con l'orchestra in qualità di direttore artistico e direttore principale. Monteux debuttò con loro il 12 aprile dello stesso anno, dirigendo un importante festival primaverile; alla fine della prima stagione l'orchestra aveva tenuto 63 concerti. La stagione vide anche la prima registrazione dell'orchestra, anche se denominata “Grand Orchestra Symphonique”: la prima registrazione in maggio de La sagra della primavera, diretta da Monteux, nella rinnovata Salle Pleyel.
Tra le nuove opere eseguite in prima assoluta dall'orchestra figurano Rugby nel 1928, Capriccio per pianoforte e orchestra nel 1929, entrambe sotto la direzione di Ansermet, Concert Champêtre di Poulenc, con Wanda Landowska, la Terza sinfonia di Prokofiev sotto la direzione di Monteux, nonché le prime parigine della Sinfonietta di Janáček e di frammenti del Wozzeck di Berg.
L'orchestra effettuò una tournée in Belgio e Olanda nel 1930, poi alla fine del 1931 in quindici città, tra cui Amburgo, Colonia, Berlino, Dresda e Vienna; nel 1932 a Bruxelles e nel 1933 a Ginevra. Altre registrazioni con l'orchestra includono La Valse di Ravel, la Symphonie Fantastique di Berlioz, il Doppio Concerto di Bach (con Menuhin ed Enescu) e la Fête Polonaise da Le roi malgré lui sotto la direzione di Monteux, la Symphonie Espagnole sotto la direzione di Coppola, opere di Gaubert dirette dal compositore, musica sovietica, Shostakovich, Alexander Mosolov, Yuliy Meitus, dirette da Julius Ehrlich, nonché Bach suonato da Cortot.